# Тама-Мару
Тама-Мару (Tama Maru) — судно, яке під час Другої світової війни взяло участь у операціях японських збройних сил на Соломонових островах.
Тама-Мару спорудили у 1939 році на верфі Mitsubishi Jukogyo Kobe Zosensho на замовлення компанії Taiyo Hogei.
15 серпня 1941-го судно реквізували для потреб Імперського флоту Японії та переобладнали на допоміжний тральщик.
У квітні 1942-го Тама-Мару залучили до операції по оволодінню Соломоновими островами. 30 квітня загін кораблів вийшов із Рабаула (захоплений у січні порт в архіпелазі Бісмарка, котрий перетворився на головну передову базу японців у регіоні) та попрямував на південний схід. 3 травня під прикриттям літаків з авіаносця Сьохо та гідроавіаносця Камікава-Мару відбулась висадка десанту на острів Тулагі (в протоці на північ від Гуадалканалу). Хоча союзники заздалегідь евакуювали звідси нечисленних бійців, 4 травня по загону вторгнення завдали удару літаки з авіаносця «Йорктаун», який здійснював перехід до місця майбутньої битви в Кораловому морі. Зокрема, TBD Девастейтор атакували Тама-Мару, який разом із тральщиками Wa-1 та Wa-2 патрулював північніше від острова Саво. Тама-Мару зазнав значних пошкоджень і затонув 6 травня (Wa-1 та Wa-2 потоплено під час атаки).